# Frida Argento
Frida Argento, född den 30 januari 2000 i Stockholm, är en svensk skådespelare.
Argento gick Teaterprogrammet på Kulturuama Gymnasium mellan 2016 och 2019.
2012 spelade hon huvudrollen Astrid i Fijona Jonuzis kortfilm med samma namn. Argento har även medverkat i TV-serien Nattryttarna från 2022, och spelat en av de ledande roller i båda säsongerna av TV-serien Young Royals samt en av huvudrollerna i TV-serien Fejk från 2023.

## Filmografi (i urval)
- 2021–2024 – Young Royals (TV-serie)
- 2022 – Nattryttarna (TV-serie)
- 2023 – Fejk (TV-serie)
- 2024 – Young Royals Forever
- 2025 - Åremorden (Offermakaren) (TV-serie)
- 2026 – Vaka (TV-serie)